# Хосе (ураган, 2017)
Ураган Хосе (англ. Hurricane Jose) — потужний тропічний циклон 4-ї категорії небезпеки, найтриваліший шторм атлантичного сезону ураганів 2017 року. Утворився на початку вересня при виході сильної тропічної хвилі з континентальної частини Африки. Це третій великий ураган атлантичного ураганного сезону 2017 року. «Хосе» погрожував Антильским островам, де він повинен був пройти через кілька днів після катастрофічного урагану «Ірма». Однак, 9 вересня ураган змінив свій маршрут, так і не досягнувши Антильських островів.
Вперше з 2010 року в Атлантичному океані діяло три урагану одночасно: «Хосе», «Катя» та «Ірма».
14 вересня «Хосе» ослаб до тропічного шторму. 16 вересня він знову став ураганом 1 категорії. 25 вересня ураган розпався.